# 3 км (зупинний пункт, Краснолиманська дирекція Донецької залізниці)
3 км — вантажний залізничний зупинний пункт Лиманської дирекції Донецької залізниці.
Розташований між смт Андріївка та селом Кам'янка Волноваського району Донецької області на лінії Карань — Янісоль між станціями Карань (3 км) та Янісоль (8 км).
Станом на початок 2018 р. пасажирське сполучення відсутнє.